# Agence de presse du Ghana
L'Agence de presse du Ghana (Ghana News Agency, GNA ) est l'agence de presse officielle du pays du Ghana. Elle a été fondée en 1957 par Kwame Nkrumah dans le cadre d'un « réseau d'institutions coercitives et partisanes », dans un effort concerté pour présenter une vision plus favorable du pays au monde extérieur et pour contrôler le flux d'informations au niveau national. Le New York Times a rapporté en 1964 que la plupart des nouvelles de l'agence provenaient de Reuters (elle n'avait « que quelques correspondants à l'étranger »); l'agence a fonctionné en tant que gardien en ce sens qu'elle a diffusé des informations internationales à la presse ghanéenne et a immédiatement supprimé toute nouvelle internationale critiquant les dirigeants ghanéens, empêchant ainsi de telles informations d'atteindre les journaux et les stations de radio du pays. Jusqu'à la montée en puissance de l'Agence panafricaine de presse, la GNA était considérée comme l'une des agences de presse les plus efficaces en Afrique, diffusant ce que Nkrumah appelait « l'idéologie claire de la révolution africaine »  et contribuant à « l'émancipation africaine et ghanéenne ». 
Fonctionnant au départ comme un service gouvernemental, l'agence est devenue une société d'État le jour où le Ghana a été déclaré république, en 1960. Alors qu'en général, les médias ghanéens sont salués comme relativement libres, en 2001, le GNA était toujours déclaré fermement pro-gouvernemental.  